# Série de championnat de la Ligue nationale de baseball 2006

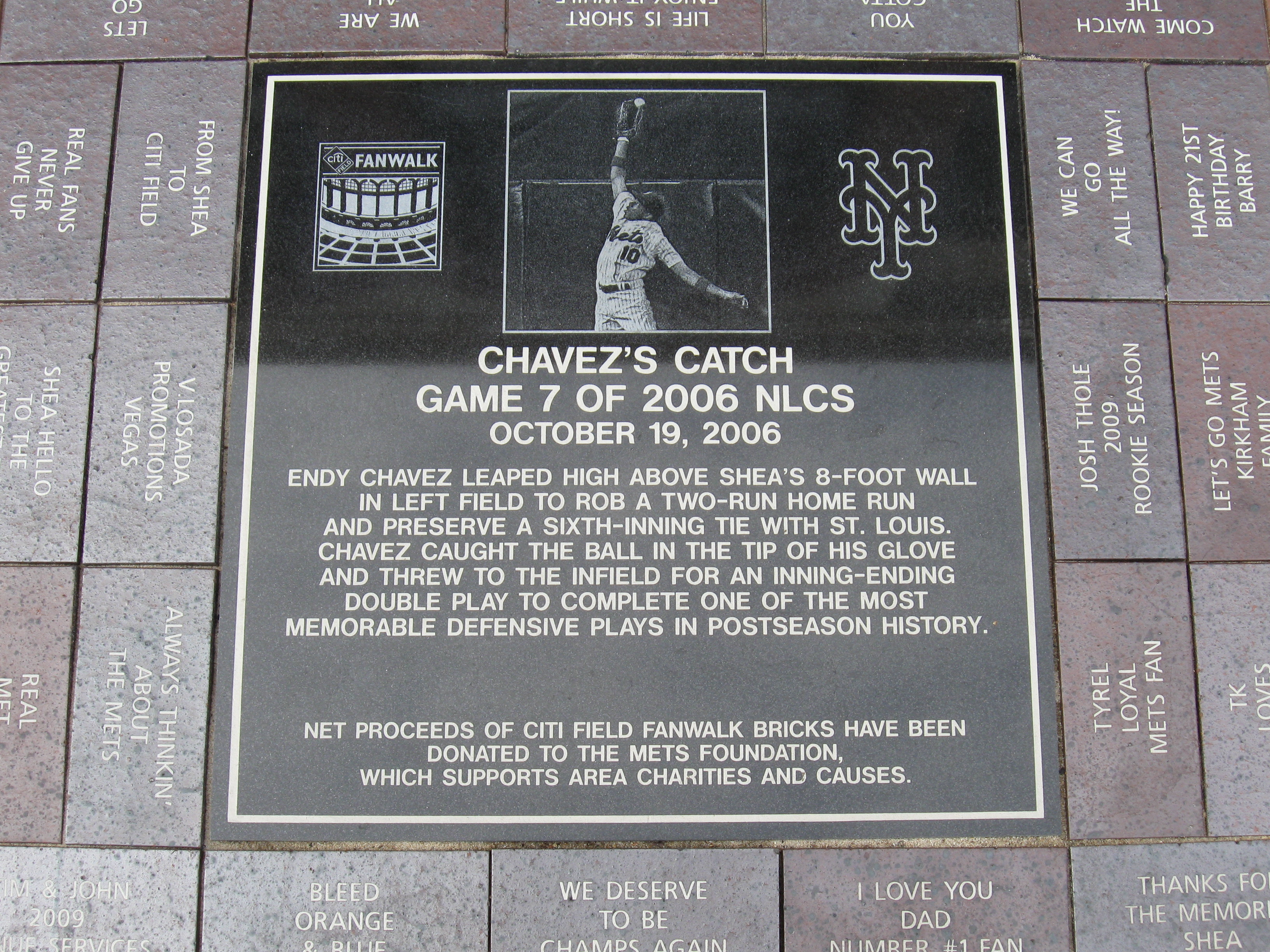
Plaque au Citi Field de New York soulignant l'attrapé spectaculaire d'Endy Chávez, des Mets de New York, aux dépens de Scott Rolen dans la 7e match de la Série de championnat de 2006.

La Série de championnat de la Ligue nationale de baseball 2006 était la série finale de la Ligue nationale de baseball, dont l'issue a déterminé le représentant de cette ligue à la Série mondiale 2006, la grande finale des Ligues majeures.
Cette série quatre de sept débute le jeudi 12 octobre 2006 et se termine le jeudi 19 octobre par une victoire des Cardinals de Saint-Louis, quatre parties à trois, sur les Mets de New York. 
Le receveur des Cardinals, Yadier Molina, permit à son équipe de gagner la série en frappant un circuit de deux points du en début de 9e manche du 7e match, brisant l'égalité de 1-1.

## Équipes en présence
Les Mets de New York (97-65) ont présenté, à égalité avec les Yankees de New York, le meilleur dossier des majeures en 2006. Les Mets ont terminé premiers dans la division Est de la Nationale avec une considérable avance de 12 parties sur les Phillies de Philadelphie.
À l'inverse, les Cards de Saint-Louis avaient mérité une courte victoire dans la section Centrale, avec une partie et demie de priorité sur Houston et la moins bonne fiche victoires-défaites (83-78) de l'histoire des majeures pour un champion de division.
Les Mets étaient donc favoris pour cette Série de championnat. Il s'agissait du second affrontement entre ces deux équipes en finale de la Ligue nationale, New York l'ayant emporté en cinq parties en 2000.
En Séries de divisions 2000, les Cardinals avaient éliminé les Padres de San Diego (88-74), champions de l'Ouest, trois parties à une, alors que les Mets avaient éliminé les Dodgers de Los Angeles (88-74), qualifiés comme meilleurs deuxièmes.

## Déroulement de la série

### Calendrier des rencontres
| Match | Date       | Visiteur                 | Hôte                     | Score  |
| ----- | ---------- | ------------------------ | ------------------------ | ------ |
| 1     | 12 octobre | Cardinals de Saint-Louis | Mets de New York         | 0 - 2  |
| 2     | 13 octobre | Cardinals de Saint-Louis | Mets de New York         | 9 - 6  |
| 3     | 14 octobre | Mets de New York         | Cardinals de Saint-Louis | 0 - 5  |
| 4     | 15 octobre | Mets de New York         | Cardinals de Saint-Louis | 12 - 5 |
| 5     | 17 octobre | Mets de New York         | Cardinals de Saint-Louis | 2 - 4  |
| 6     | 18 octobre | Cardinals de Saint-Louis | Mets de New York         | 2 - 4  |
| 7     | 19 octobre | Cardinals de Saint-Louis | Mets de New York         | 3 - 1  |

### Match 1
Jeudi 12 octobre 2006 au Shea Stadium, New York, NY.
| Cardinals de Saint-Louis | 0 | 0 | 0 | 0 | 0 | 0 | 0 | 0 | 0 | 0 | 4 | 0 |
| Mets de New York | 0 | 0 | 0 | 0 | 0 | 2 | 0 | 0 | X | 2 | 6 | 0 |
| Lanceurs partants : STL : Jeff Weaver NYM : Tom Glavine Vic. : Tom Glavine (1-0) Déf. : Jeff Weaver (0-1) Sauv. : Billy Wagner (1) HRs: NYM : Carlos Beltran (1) |   |   |   |   |   |   |   |   |   |   |   |   |

### Match 2
Vendredi 13 octobre 2006 au Shea Stadium, New York, NY.
| Cardinals de Saint-Louis | 0 | 2 | 2 | 0 | 0 | 0 | 2 | 0 | 3 | 9 | 10 | 1 |
| Mets de New York | 3 | 1 | 0 | 0 | 1 | 1 | 0 | 0 | 0 | 6 | 9  | 2 |
| Lanceurs partants : STL : Chris Carpenter NYM : John Maine Vic. : Josh Kinney (1-0) Déf. : Billy Wagner (0-1) HRs : STL : Jim Edmonds (1), So Taguchi (1) NYM : Carlos Delgado (1, 2) |   |   |   |   |   |   |   |   |   |   |    |   |

### Match 3
Samedi 14 octobre 2006 au Busch Stadium, Saint-Louis, Missouri.
| Mets de New York | 0 | 0 | 0 | 0 | 0 | 0 | 0 | 0 | 0 | 0 | 3 | 0 |
| Cardinals de Saint-Louis | 2 | 3 | 0 | 0 | 0 | 0 | 0 | 0 | X | 5 | 8 | 0 |
| Lanceurs partants : NYM : Steve Trachsel STL : Jeff Suppan Vic. : Jeff Suppan (1-0) Déf. : Steve Trachsel (0-1) HRs: STL : Jeff Suppan (1) |   |   |   |   |   |   |   |   |   |   |   |   |

### Match 4
Dimanche 15 octobre 2006 au Busch Stadium, Saint-Louis, Missouri.
| Mets de New York | 0 | 0 | 2 | 0 | 3 | 6 | 1 | 0 | 0 | 12 | 14 | 1 |
| Cardinals de Saint-Louis | 0 | 1 | 1 | 0 | 1 | 2 | 0 | 0 | 0 | 5  | 11 | 1 |
| Lanceurs partants : NYM : Oliver Perez STL : Anthony Reyes Vic. : Oliver Perez (1-0) Déf. : Brad Thompson (0-1) HRs : NYM : Carlos Beltran (2, 3), David Wright (1), Carlos Delgado (3) STL : David Eckstein (1), Jim Edmonds (2), Yadier Molina (1) |   |   |   |   |   |   |   |   |   |    |    |   |

### Match 5
Mardi 17 octobre 2006 au Busch Stadium, Saint-Louis, Missouri.
| Mets de New York | 0 | 0 | 0 | 2 | 0 | 0 | 0 | 0 | 0 | 2 | 8  | 0 |
| Cardinals de Saint-Louis | 0 | 0 | 0 | 2 | 1 | 1 | 0 | 0 | X | 4 | 10 | 0 |
| Lanceurs partants : NYM : Tom Glavine STL : Jeff Weaver Vic. : Jeff Weaver (1-1) Déf. : Tom Glavine (1-1) Sauv. : Adam Wainwright (1) HRs: STL : Albert Pujols (1), Chris Duncan (1) |   |   |   |   |   |   |   |   |   |   |    |   |

### Match 6
Mercredi 18 octobre 2006 au Shea Stadium, New York, NY.
| Cardinals de Saint-Louis | 0 | 0 | 0 | 0 | 0 | 0 | 0 | 0 | 2 | 2 | 7  | 1 |
| Mets de New York | 1 | 0 | 0 | 1 | 0 | 0 | 2 | 0 | X | 4 | 10 | 0 |
| Lanceurs partants : STL : Chris Carpenter NYM : John Maine Vic. : John Maine (1-0) Déf. : Chris Carpenter (0-1) HRs: NYM : Jose Reyes (1) |   |   |   |   |   |   |   |   |   |   |    |   |

### Match 7
Jeudi 19 octobre 2006 au Shea Stadium, New York, NY.
| Cardinals de Saint-Louis | 0 | 1 | 0 | 0 | 0 | 0 | 0 | 0 | 2 | 3 | 6 | 1 |
| Mets de New York | 1 | 0 | 0 | 0 | 0 | 0 | 0 | 0 | 0 | 1 | 4 | 1 |
| Lanceurs partants : STL : Jeff Suppan NYM : Oliver Perez Vic. : Randy Flores (1-0) Déf. : Aaron Heilman (0-1) Sauv. : Adam Wainwright (2) HRs : STL : Yadier Molina (2) |   |   |   |   |   |   |   |   |   |   |   |   |

## Joueur par excellence
Le lanceur partant des Cardinals de Saint-Louis, Jeff Suppan, fut nommé joueur par excellence de la Série de championnat 2006 de la Ligue nationale. Il n'a accordé qu'un point et seulement cinq coups sûrs en 15 manches lancées, pour une moyenne de points mérités de 0,60. De plus, chose rare pour un lanceur, il frappa un coup de circuit dans le match #3.

## Faits notables
- Tony La Russa, qui avait mené les Athletics d'Oakland de la Ligue américaine à la Série mondiale trois années consécutives de 1988 à 1990, devint à l'issue de la série Cards-Mets le premier manager à remporter plus d'un championnat dans chacune des deux ligues. Il avait déjà dirigé les Cards, finalistes deux années plus tôt, au championnat de la Ligue nationale en 2004. Lorsque  Saint-Louis remporta la Série mondiale 2006 sur Detroit, La Russa devint le second manager après Sparky Anderson à remporter le titre mondial dans chacune des deux ligues.
- La Série de championnat 2006 de la Ligue nationale devait débuter le 11 octobre, mais le premier affrontement fut reporté d'une journée en raison de la pluie. Le match #5 à Saint-Louis fut également déplacé de vingt-quatre heures, du 16 au 17 octobre, pour les mêmes raisons.